# Zjoekovski (stad)
Zjoekovski (Russisch: Жуковский) is een stad in de Russische oblast Moskou en ligt op 35 kilometer ten zuidoosten van Moskou. In 2007 woonden er 102.000 mensen.
Zjoekovski werd gesticht in 1935 en kreeg de status van stad in 1947. De stad is vernoemd naar Nikolaj Zjoekovski, een wiskundige en professor in de aerodynamica, die geldt als de vader van de Russische luchtvaart.

## Lucht- en ruimtevaart
Zjoekovski is het belangrijkste centrum voor de Russische lucht- en ruimtevaart. Tijdens de Sovjet-tijden was de stad als belangrijk militair steunpunt niet toegankelijk. Momenteel vindt er nog altijd vliegtuigonderzoek plaats. Zo ligt in de stad de grootste landingsbaan van Europa. Deze landingsbaan heeft een lengte van 5,4 km en een breedte van 120 m.
In de stad liggen de volgende onderzoeksinstituten en hogescholen:
- ZAGI, het centrale onderzoeksinstituut voor aero-hydrodynamica
- Gromov Instituut voor luchtvaartonderzoek, een onderzoeksinstituut en testcentrum

voor vliegtuigen
- OKB-155 (Experimenteel constructiebureau) Mikojan-Goerjevitsj
- NIIAP: Het wetenschappelijk onderzoeksinstituut voor automatisering en instrumentenbouw
- Een school van MiG-testpiloten

Ook wordt er elke twee jaar een internationale lucht- en ruimtevaarttentoonstelling MAKS gehouden.

## Geboren in Zjoekovski
- Andrej Jepisjin (1981), atleet

## Zustersteden
- Le Bourget,  Frankrijk
- Sydals,  Denemarken

Aprelevka · Balasjicha · Bronnitsy · Chimki · Chotkovo · Dedovsk · Dmitrov · Doebna · Dolgoproedny · Domodedovo · Drezna · Dzerzjinski · Elektrogorsk · Elektro-oegli · Elektrostal · Frjazino · Golitsyno · Istra · Ivantejevka · Jachroma · Jegorjevsk · Joebilejny · Kasjira · Klimovsk · Klin · Koebinka · Koerovskoje · Kolomna · Koroljov · Kotelniki · Krasnoarmejsk · Krasnogorsk · Krasnozavodsk · Krasnoznamensk · Likino-Doeljovo · Ljoebertsy · Lobnja · Loechovitsy · Losino-Petrovski · Lytkarino · Moskovski · Mytisjtsji · Naro-Fominsk · Noginsk · Odintsovo · Orechovo-Zoejevo · Ozjerelje · Ozjory · Pavlovski Posad · Peresvet · Podolsk · Poesjkino · Poesjtsjino · Protvino · Ramenskoje · Reoetov · Roeza · Rosjal · Sergiev Posad · Serpoechov · Sjatoera · Sjtsjerbinka · Sjtsjolkovo · Solnetsjnogorsk · Staraje Koepavna · Stoepino · Taldom · Troitsk · Tsjechov · Tsjernogolovka · Vereja · Vidnoje · Volokolamsk · Voskresensk · Vysokovsk · Zarajsk · Zjeleznodorozjny · Zjoekovski · Zvenigorod